# Арта-Терме
Арта-Терме (итал. Arta Terme) — город в Италии, расположен в регионе Фриули-Венеция-Джулия, подчинён административному центру провинции Удине.
Население составляет 2356 человек (на 2004 г.), плотность населения составляет 43 чел./км². Занимает площадь 52 км². Почтовый индекс — 33022. Телефонный код — 00433.
Покровителями города почитаются святые Гермагор и Фортунат, празднование 12 июля.